# Chlamydogobius eremius
Chlamydogobius eremius is een straalvinnige vissensoort uit de familie van de grondels (Gobiidae). De wetenschappelijke naam van de soort is voor het eerst geldig gepubliceerd in 1896 door Zietz.